# Bulbophyllum bandischii
Bulbophyllum bandischii é uma espécie de orquídea (família Orchidaceae) pertencente ao gênero Bulbophyllum. Foi descrita por Garay, Hamer e Emily Steffan Siegerist em 1992.